# Битка при Арк
Битката при Арк (на френски: Bataille d'Arques), провела се от 15 до 21 септември 1589 г., е част от Войната на католическата лига, тоест деветата от Френските религиозни войни. В нея войските на току-що наследилия престола крал Анри ІV отблъскват католическата армия на херцог Шарл дьо Майен.

## Предистория
Смъртта на херцог д'Алансон (по-малък брат на крал Анри ІІІ) през 1584 г. прави Анри Наварски, лидер на хугенотите, наследник на престола. Това води до възобновяването на Католическата лига от Анри дьо Гиз и до поредната война между хугеноти и католици – Войната на тримата Анри (1585 – 1589). През тези години кралят води непостоянна политика, първо се сближава с Гиз, после решава, че е опасен и се опитва да го изолира. След Деня на барикадите (12 май 1588) Анри ІІІ е прогонен от Париж, но отново потвърждава исканията на Лигата и обявява, че наварският крал не може да наследи престола. После обаче се съюзява именно с него за атака срещу Париж и преди смъртта си на 1 август 1589 г. го признава за законен наследник. Анри Наварски става крал, докато Лигата издига като конкурент Шарл дьо Бурбон – Шарл Х.
Атаката срещу Париж отпада, защото католиците в армията на Анри ІV го изоставят. Ето защо той тръгва на север, към Нормандия, където все още има хугенотски общности. От една страна се надява да получи пари от богатите пристанищни градове (Хавър, Диеп и др.), от друга – да подсигури плацдарм за очакваната помощ от Англия. Там го последва херцог дьо Майен – брат на убития Гиз и нов лидер на Католическата лига. Тъй като разполага с много повече хора, той разчита ако не да залови, поне да прогони Анри в Англия.

## Битката

### Съотношение на силите
Хугенотите наброяват 1200 конници, 3000 пехотинци и около 1000 швейцарски наемници, общо 5200 души. Силите на Майен включват 3000 – 4000 конници и над 15 000 пехота. Според други източници католическата армия е значително по-голяма – 25 000 пехотинци и 8 000 конници, докато кралските войски са 7 – 8 хил. Така или иначе Майен има близо четири пъти повече войници и се надява на лесен успех.

### Районът на Арк
Арк е малко селце на юг от Диеп, близо до морския бряг. То се намира в добре оформена долина с много труден терен, където се събират три реки (Варен, Бетюн и Олн), които формират река със същото име – Арк. Между тях са образувани множество блата. Майен идва от изток и трябва да пресече река Олн, а след това и Арк, за да стигне до пътя, който минава на запад от реката, към Диеп. Анри разполага артилерията си на хълм над селото, където се издига стар замък. Построени са батареи и допълнителен укрепен лагер, а оръдията на замъка са прибавени към онези, дошли с войската. Така кралят разполага с повече огнева мощ, отколкото Майен предполага.

### Ход на сражението
Първите атаки са предприети на 15 септември, но трудният терен ги осуетява. Анри си дава сметка за тежкото положение и апелира помощта от Англия да пристигне незабавно. На 21 септември Майен стоварва основните си сили срещу десния (тоест южния) фланг на краля – първо германските наемници, подкрепени от два френски полка. Атаката се случва в района на замъка и артилерията на защитниците ги засипва с унищожителен огън. Католиците отстъпват с тежки загуби. На 23 септември пристигат 4000 англичани начело с Роджър Уилямс, а след това – и френски войски начело с Ла Ну и Лонгвил. Виждайки това, Майен разбира, че трябва да се оттегли. Все пак той нарежда една последна атака на 29 септември, но и тя не е успешна. Така Анри ІV се оказва победител.

## Последици
Загубите на краля са незначителни, а тези на Майен не са съвсем ясни. Вероятно може да се приеме твърдението, че „те са надвишавали по брой първоначалните сили на Анри.“ Във всеки случай католиците се оттеглят запазили не само армията, но и бойния си дух. Те се връщат към Париж, за да го защитават, тъй като сега кралят може да събере разделените си армии и с английска подкрепа да го обсади. Предстои обаче решителната битка, а тя се състои на следващата година край Иври.